# The Birthday Party

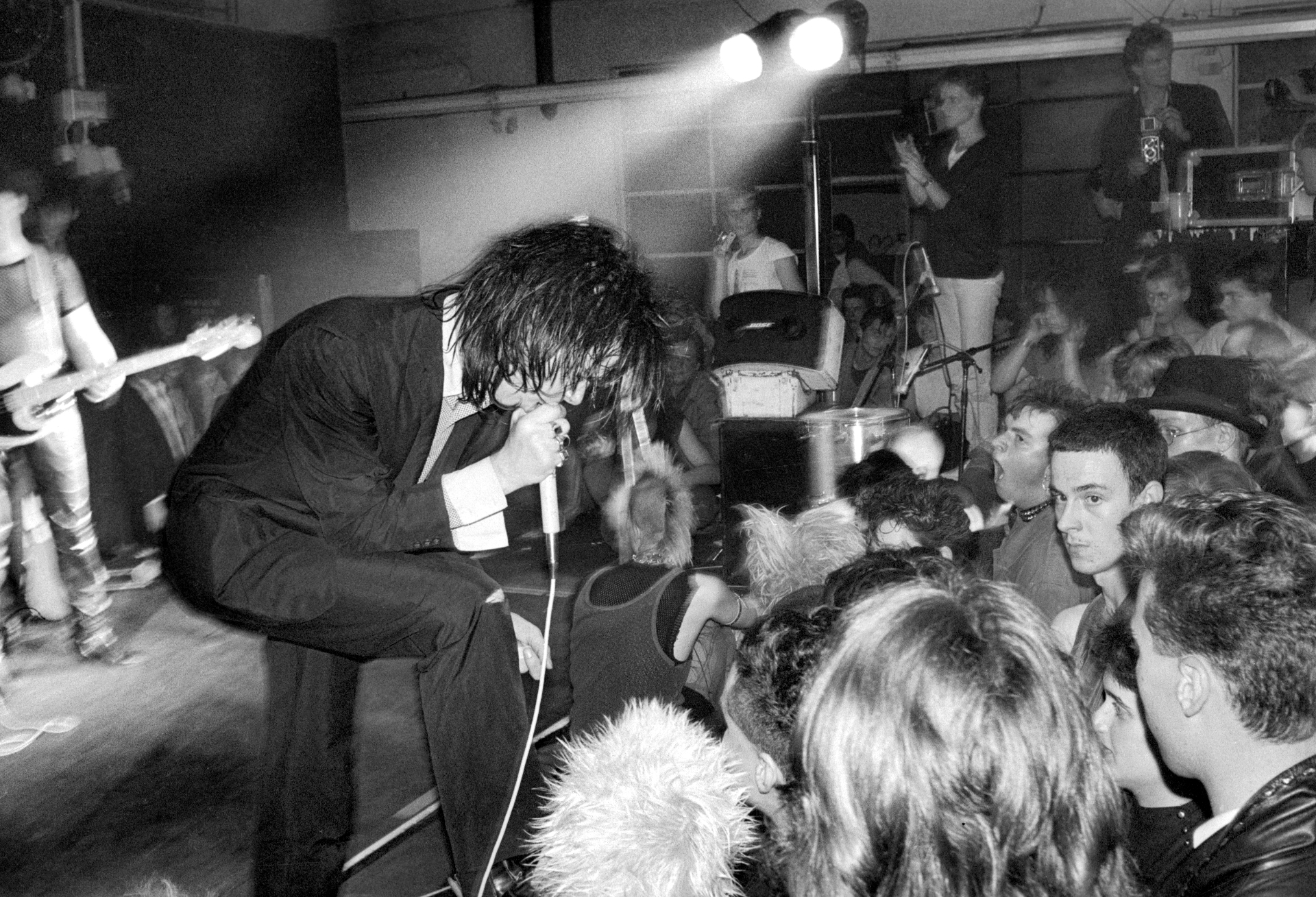
Bandmitglied Nick Cave (1984)

The Birthday Party war eine australische Rockgruppe der frühen 1980er Jahre. Sie gilt als eine der einflussreichsten Post-Punk-Bands.

## Geschichte
Mitglieder waren Nick Cave und dessen ehemalige Schulkameraden von der Caulfield Grammar School in Melbourne Mick Harvey (Gitarre, Keyboards, Saxophon) und Phill Calvert (Schlagzeug). Später kamen noch Tracy Pew (Bass) und Rowland S. Howard (Gitarre) hinzu. Sie veröffentlichten unter dem Eindruck der Punk-Bewegung, die 1978 auch Australien erreichte, 1978 als „The Boys Next Door“ ihre erste LP Door, Door, die aufgekratzten, aber noch verbindlichen, gitarrenlastigen New Wave enthielt.
Im Jahre 1980 siedelte die Gruppe von Melbourne nach London um und veröffentlichte die LP The Birthday Party, bei welcher sie von ihrer Plattenfirma sowohl unter „The Birthday Party“ als auch unter „The Boys Next Door“ geführt wurde. Diese LP markierte die radikale Änderung ihrer Stilmittel und eine Erweiterung der Konventionen der populären Musik insgesamt. Ihre neue, ungewohnt klingende Mischung aus der aggressiven Energie des Punk, der Tradition eines sehr rohen Blues, die sich, von Pews stoischen Basslinien getragen, regelmäßig in chaotische Lärmorgien steigerte, brachte der Band die Anerkennung der Kritik und die Unterstützung des einflussreichen BBC-Moderators John Peel ein.
1982 erfolgte ein zweiter Umzug der Gruppe nach Berlin (West). Es folgten weitere LPs, die musikalisch ebenso kompromisslos blieben wie das Debütalbum. Cave entwickelte dabei als Verfasser der meisten Songtexte die thematischen Vorlieben seiner späteren Karriere. Teils waren es comic-hafte Gruselgeschichten mit Schmutz, Angst und bizarren Gestalten (King Ink, Nick the Stripper), teils Geschichten von Mördern (Deep in the Woods), Verlassenen, Besessenen, von durch Sümpfe gejagten Wahnsinnigen (Swampland), oft surreal und mit religiösen Bezügen (Big Jesus Trash Can), denen Cave mit hemmungslos expressivem Gesang oder mit dunkler Grabesstimme eine beängstigend reale Dimension gab.
Trotz der Anerkennung der Musikwelt hielt sich der kommerzielle Erfolg zum Unmut der Band sehr in Grenzen, was angesichts des hohen Kakophonieanteils in ihrer düsteren Musik aber kaum überraschen konnte. Der Trouser Press Record Guide schrieb, dass „weder John Cale noch Alfred Hitchcock jemals so Furcht einflößend waren“. Treffend war auch die Rückseite einer Live-Mini-LP untertitelt, die sich die Band mit Lydia Lunch teilte: „16 Minutes Of Sheer Hell“ („16 Minuten schiere Hölle“). Für die musikalische Exzessivität der Band mag auch der Alkohol-, Heroin- und sonstige Drogenkonsum einzelner Mitglieder verantwortlich gewesen sein.
Calvert verließ 1982 die Band, woraufhin der Multiinstrumentalist Harvey das Schlagzeug übernahm. Als Pew im selben Jahr wegen Alkohols am Steuer in Haft kam, ersetzte ihn Barry Adamson (Ex-Magazine) bei Aufnahmen und Live-Auftritten.
The Birthday Party löste sich 1984 auf Grund von Unstimmigkeiten zwischen Cave und Howard auf, die mit Harvey die meisten Songs geschrieben hatten.
Aus The Birthday Party gingen mehrere Bands hervor: Neben Caves bis heute erfolgreicher Band Nick Cave and the Bad Seeds sind hier Crime and the City Solution (mit Harvey und Howard) zu nennen sowie diverse Projekte Howards, am bekanntesten These Immortal Souls.

## Diskografie

### Boys Next Door
- 1979: Door Door
- 1979: Hee Haw
- 1980: The Birthday Party

### The Birthday Party

#### Alben/EPs
- 1981: Prayers on Fire
- 1982: Junkyard
- 1982: Drunk On The Pope’s Blood
- 1983: The Bad Seed
- 1983: Mutiny
- 1985: It’s Still Living
- 1987: The Peel Sessions
- 1988: The Peel Sessions II
- 1988: Hee-Haw
- 1992: Hits
- 1999: Live 1981–82

#### Video
- 1984: Pleasure Heads Must Burn